# 浦和連隊区
浦和連隊区（うらわれんたいく）は、大日本帝国陸軍の連隊区の一つ。埼玉県全域の徴兵・召集等兵事事務を取り扱った。実務は浦和連隊区司令部が執行した。1945年（昭和20年）、同域に浦和地区司令部が設けられ、地域防衛を担任した。

## 沿革
1941年（昭和16年）11月1日、陸軍管区表の改定により、北海道を除き全国一府県一連隊区となり、浦和連隊区が新設された。管轄区域は旧本郷連隊区が管轄していた埼玉県全域と定められ、東部軍管区東京師管に属した。
1945年には作戦と軍政の分離が進められ、軍管区・師管区に司令部が設けられたのに伴い、同年3月24日、連隊区の同域に地区司令部が設けられた。地区司令部の司令官以下要員は連隊区司令部人員の兼任である。同年4月1日、東京師管は東京師管区と改称された。

## 埼玉県の管轄連隊区の変遷
埼玉県は熊谷連隊区が設置されていた時期を除き、浦和連隊区が新設されるまで、県外に司令部が所在する大隊区、連隊区の管轄であった。
1888年（明治21年）5月14日、大隊区司令部条例（明治21年勅令第29号）によって大隊区が設けられた。この時、埼玉県を管轄していたのは次の大隊区である。
- 麻布大隊区

入間郡・高麗郡
- 高崎大隊区

比企郡・横見郡・秩父郡・児玉郡・賀美郡・那賀郡・大里郡・幡羅郡・榛沢郡・男衾郡
- 本郷大隊区

北足立郡・南埼玉郡・北埼玉郡・中葛飾郡・北葛飾郡・新座郡
1890年（明治23年）5月20日、麻布大隊区管轄の埼玉県地域を高崎大隊区へ移管し、埼玉県は高崎大隊区、本郷大隊区の管轄となった。
1896年（明治29年）4月1日、大隊区は連隊区司令部条例（明治29年勅令第56号）によって連隊区に改組され、埼玉県は高崎連隊区、本郷連隊区の管轄となった。同年、郡制施行による郡の統廃合により陸軍管区表が改正（明治29年12月4日勅令第381号）され、1897年（明治30年）4月1日に次のとおり管轄区域が変更された。
- 高崎連隊区

入間郡・比企郡・秩父郡・児玉郡・大里郡
- 本郷連隊区

北足立郡・南埼玉郡・北埼玉郡・北葛飾郡
日本陸軍の内地19個師団体制に対応するため陸軍管区表が改正（明治40年9月17日軍令陸第3号）され、1907年（明治40年）10月1日、熊谷連隊区を新設した。管轄区域は高崎連隊区から編入され、埼玉県は熊谷連隊区と本郷連隊区の管轄となった。
- 熊谷連隊区

大里郡・比企郡・入間郡・児玉郡・秩父郡
- 本郷連隊区

北足立郡・南埼玉郡・北埼玉郡・北葛飾郡
1923年（大正12年）3月31日、熊谷連隊区に新設の川越市が加えられた。
日本陸軍の第三次軍備整理に伴い陸軍管区表が改正（大正14年4月6日軍令陸第2号）され、1925年5月1日に熊谷連隊区は廃止された。旧管轄区域は二分割され、埼玉県は麻布連隊区と本郷連隊区の管轄となった。
- 麻布連隊区

川越市・入間郡・比企郡・秩父郡
- 本郷連隊区

北足立郡・南埼玉郡・北埼玉郡・北葛飾郡・大里郡・児玉郡
1934年（昭和9年）3月7日、本郷連隊区に三つの市を加え、埼玉県の管轄区域は次のとおりとなった。
- 麻布連隊区

川越市・入間郡・比企郡・秩父郡
- 本郷連隊区

熊谷市・川口市・浦和市・北足立郡・南埼玉郡・北埼玉郡・北葛飾郡・大里郡・児玉郡
1941年（昭和16年）4月1日、本郷連隊区が麻布連隊区の埼玉県区域を編入し、埼玉県全域の管轄となった。同年11月1日、浦和連隊区が新設され、旧本郷連隊区から編入した埼玉県全域を管轄した。

## 司令官
| 代 | 氏名       | 階級     | 在任期間             | 出身校・期 | 前職                | 後職               | 備考             |
| -- | ---------- | -------- | -------------------- | ---------- | ------------------- | ------------------ | ---------------- |
|    | 藤田茂     | 少将     | 1941.12.5 - 1944.3.1 | 陸士23期   | 騎兵第2旅団長       | 騎兵第4旅団長      |                  |
|    | 安藤参吉   | 陸軍大佐 | 1944.3.1 - 1945.3.31 | 陸士24期   | 歩兵第132連隊長     | 浦和地区司令部部員 |                  |
|    | 太田藤太郎 | 少将     | 1945.3.31 - 終戦     | 陸士23期   | 留守第2師団兵務部長 |                    | 兼浦和地区司令官 |